# Platyura sachalinensis
Platyura sachalinensis är en tvåvingeart som först beskrevs av Matsumura 1911.  Platyura sachalinensis ingår i släktet Platyura och familjen platthornsmyggor. Inga underarter finns listade i Catalogue of Life.